# Howick (Neuseeland)
Howick ist ein Stadtteil der ehemaligen eigenständigen Stadt von Manukau City auf der Nordinsel von Neuseeland. Wegen der relativ zahlreichen denkmalgeschützten Gebäude ist Howick als „der Ort mit dem vielleicht größten historischen Bewusstsein in Neuseeland“ bezeichnet worden.

## Geographie
Der Stadtteil befindet sich rund 15 km südostöstlich des Stadtzentrums von Auckland am Tāmaki River. Südlich des Stadtteils grenzt East Tamaki an. Administrativ gehört der Stadtteil seit dem 1. November 2010 zum Howick Ward des Auckland Council.
Es gibt unterschiedliche Sichten auf Howick als Stadtteil. Betrachtet man den historischen Teil von Howick, der sich ab 1847 entwickelte, fasst man die Stadtbezirke Howick West, Howick Central und Howick South zusammen und kommt auf eine Einwohnerzahl von 14.085 Einwohnern, ermittelt zum Zensus des Jahres 2013. Betrachtet man allerdings die Howick Subdivision, kommen die Stadtbezirke Bleakhouse, Mellons Bay, Cockle Bay, Shelly Beach, Murvale, Meadowland, Highland Park und teilweise die Bezirke Mulhouse und Gotland hinzu. Die Einwohnerzahl belief sich im Jahr 2013 für die Subdivision ohne die beiden letztgenannten Bezirke auf 38.595 Einwohner. Der Howick Ward, der auch die Pukuranga Subdivision und die Botany Subdivison miteinschließt, kam 2013 auf insgesamt 127.125 Einwohner.

## Geschichte

### Besiedlung durch die Māori
Der einheimische Iwi (Māori-Stamm) waren die Ngai Tai (auch als Ngati Tai bekannt) der Tainui-Abstammung. Sie lebten dort für rund 300 Jahre in Pā (befestigte Dörfer) in Ohuia Rangi (Pigeon Mountain), Te Waiarohia (Musick Point) und Tuwakamana (Cockle Bay).

### Fencible-Siedlung

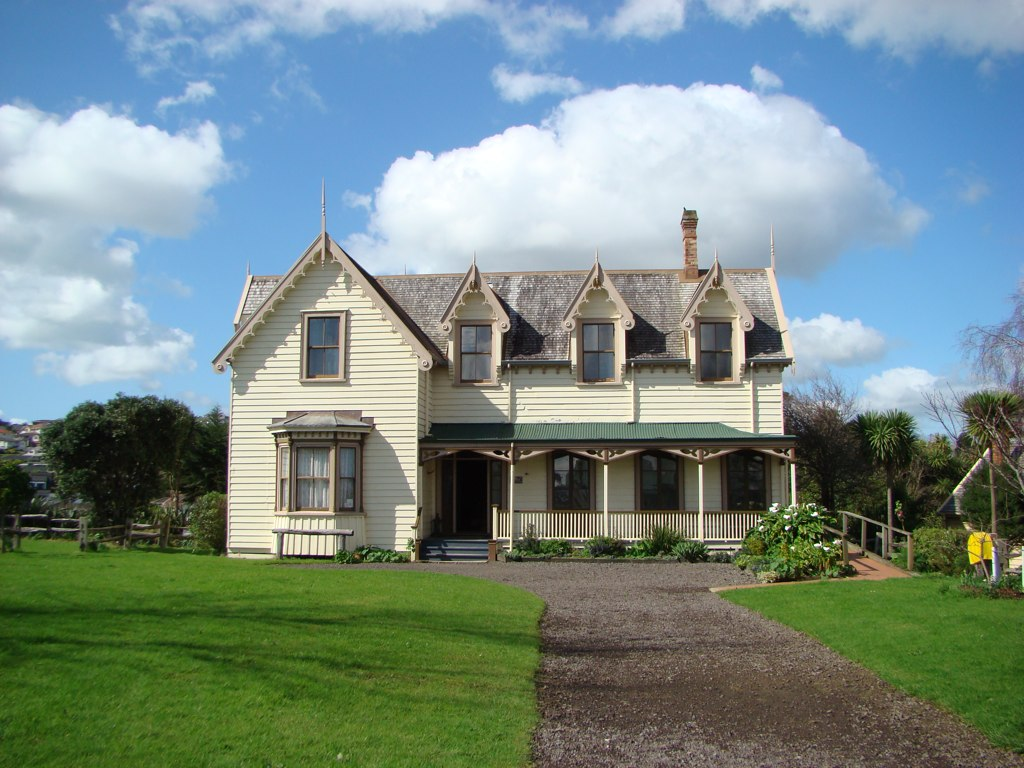
Puhi Nui Homestead in Howick Historical Village

Im Jahr 1836 gründete William Thomas Fairburn mit seiner Familie eine Missionsstation in Maraetai durch die Church Missionary Society (CMS). Nach Angriffen durch die Ngāpuhi und Waikato-Stämme kaufte er 40.000 Morgen (162 km²) Land zwischen den Flüssen Tāmaki River und Wairoa River, weil die neun Stammesführer der einheimischen Māori Druck auf ihn ausgeübt hatten, es zu kaufen. Sie hofften, dass der Verkauf  des umstrittenen Landes weitere Angriffe vermeiden würde. William Fairburn kaufte das Land nur widerwillig und im Namen der sogenannten „Christlichen Friedenssicherung“. Die Gebiete Howick, Pakuranga und Whitford gehörten zu diesem großen Stück Land, was als der sogenannte Fairburn-Anspruch bezeichnet wurde.
Im Jahr 1840, nach dem Vertrag von Waitangi, musste jeder Landverkauf von der Regierung überprüft werden. 36.000 Morgen (146 km²) dieses Landes wurden dann durch die Regierung übernommen. Sie verwendete das Land für die Fencible-Siedlungen in Howick und Otahuhu und verkaufte die größten Teile des restlichen Landes an Siedler.
„Fencible“ leitet sich von dem Wort „defensible“ ab und bedeutet verteidigungsfähig. Die Fencibles waren pensionierte Soldaten, denen Land und kleine Häuser gegeben wurden, mit der Abmachung, dass sie die Kolonie in Kriegszeiten verteidigen würden.  Der Vorort wurde daher im Jahre 1847 als eine Fencible-Siedlung gegründet. Die Siedlung in Howick bestand aus ungefähr 250 Fencibles, von denen etwa die Hälfte katholisch und die andere Hälfte protestantisch war. Der Sekretär für die Kolonien im britischen Parlament war Henry George Grey, der 3. Earl Grey als Viscount Howick. Er war für das „Royal New Zealand Fencible Corps“-Einwanderungsprogramm zuständig und deswegen ist Howick nach ihm benannt.
Die Māori erkannten die Vorteile der Zusammenarbeit und des Handels mit den Fencibles.  Im Jahr 1825 heiratete die Tochter ihres Stammführers einen europäischen Walfänger, Thomas Maxwell. Deswegen hatten die Ngatai die europäischen Gewohnheiten akzeptiert.  Als die Europäer in Howick  ankamen, entdeckten sie, dass keine Häuser für sie und ihre Familien zur Verfügung standen, entgegen den Versprechungen durch die  Regierung. Sie mussten stattdessen Hütten aus Binsen bauen und dort leben, bis ihre Häuschen durch die Royal Engineers und Māori-Arbeiter gebaut werden konnten. Die meisten einheimischen Māoris hatten von den Fairburn-Missionaren in Maraetai zu lesen und zu schreiben gelernt, wohingegen nicht wenige von den Fencibles Analphabeten waren.  Die Fencibles und ihre Familien waren arm und abgesehen von einer kleinen Anzahl von Offizieren hatten sie auch kein Kapital. Sie waren aber aufgrund von langjährigem Militärdienst  und der damaligen Wirtschaftsbedingungen in England harte Bedingungen gewohnt.
Die Verbindung mit Auckland und den Fencibles haben die Entwicklung von Howick stark beeinflusst und sie sind augenscheinlich in vielen Straßennamen, die an Schlachten oder Kriegshelden erinnern.

### Wachstum und die Eingemeindung als Vorstadt
Am Anfang war Howick eine Gemeinschaft von Bauern und das Dorf entwickelte sich als Dienstleistungszentrum, um diese Gemeinschaft zu unterstützen. Später wurde das Zentrum von Howick in die Picton Street verschoben, wo es bis heute geblieben ist. Howick wurde auch später ein beliebter Ort für Pensionäre, Hochzeitsreisen und Urlaub am Meer.
Howick gründete im Jahr 1865 eine Straßenbauverwaltung, um den Bau und die Instandhaltung von Straßen zu finanzieren. Im Jahr 1922 wurde es ein unabhängiges Stadtviertel und 1952 wurde es zum  Stadtbezirk. Als Stadtbezirk hatte Howick Selbstverwaltung mit Wahlen zum Bürgermeister und Rat.
Im Jahr 1947, zur Hundertjahrfeier, hatte Howick lediglich 1.500 Einwohner. Aber ab Ende der 40er-Jahre bis in die 70er-Jahre erlebte Howick ein rasches Wachstum. Ein Zusatzfaktor des Wachstums war der Bau einer befestigten Straße von Howick nach Panmure, der schnellen Transport von Menschen und Waren von und nach Auckland ermöglichte. Bis in die 80er-Jahre gab es Ackerland auf allen Seiten von Howick, durch das Wachstum von Auckland fielen große Teile dieser Flächen der Zersiedlung zum Opfer.
Im Jahr 1990 fand die Eingemeindung von Howick als Wahlbezirk in die ehemalige Stadt Manukau City statt. Manukau City ist seit dem 1. November 2010 ein Teil vom Auckland Council und Howick ist einer der wohlhabenderen Vororte.

## Bevölkerung
Der Howick Ward hat, wie auch Auckland, eine multikulturelle Bevölkerung, wobei einige Differenzen zu beobachten sind. Die Einwohnerzahl wurde nach einer Volkszählung im Jahr 2013 mit 127.125 angegeben. Die Statistiken schließen die Stadtteile Pakuranga, Botany Downs und Flatbush ein, weil sie unter das Howick Local Board fallen. Howick hat die größte chinesischsprachige Bevölkerung Aucklands. Fast ein Fünftel der Bevölkerung sind Chinesen. Auckland hat die größte Anzahl Einwanderer Neuseelands: 31,1 Prozent der Einwohner sind im Ausland geboren. In Howick sind es dagegen 50,6 Prozent der Einwohner.
Howick ist ein wohlhabender Wohnort. 86,1 Prozent der Erwachsenen haben einen Schulabschluss und das durchschnittliche Einkommen ist mit 30.300 NZD auch etwas höher als mit 29.600 NZD in Auckland. 70,8 Prozent der Einwohner besitzen ihre eigene Wohnung. Das steht im klaren Gegensatz zu Auckland, wo nur 46,0 Prozent im Eigentum leben.
|                                   | Howick % | Auckland % |
| --------------------------------- | -------- | ---------- |
| Englisch                          | 93.0     | 95.6       |
| Nordchinesisch                    | 7.8      | 3.0        |
| Yue                               | 7.1      | 2.4        |
| Sinitischen Sprachen (unbestimmt) | 5.1      | 2.3        |
| Hindi                             | 4.4      | 3.8        |
| Afrikaans                         | 2.7      | 1.1        |
| Koreanisch                        | 1.9      | 1.5        |
| Tagalog                           | 1.8      | 1.2        |
| Samoanisch                        | 1.1      | 4.5        |
| Französisch                       | 0.9      | 1.4        |

|                      | Howick % | Auckland % |
| -------------------- | -------- | ---------- |
| Europäer             | 55.0     | 59.3       |
| Māori                | 5.2      | 10.7       |
| Pazifische Insulaner | 4.6      | 14.6       |
| Asiaten              | 38.8     | 23.1       |
| Sonstig              | 3.3      | 3.1        |

Die Befragten durften mehrere Sprachen angeben.

## Kultur und Lebensart

### Freizeit und Sport

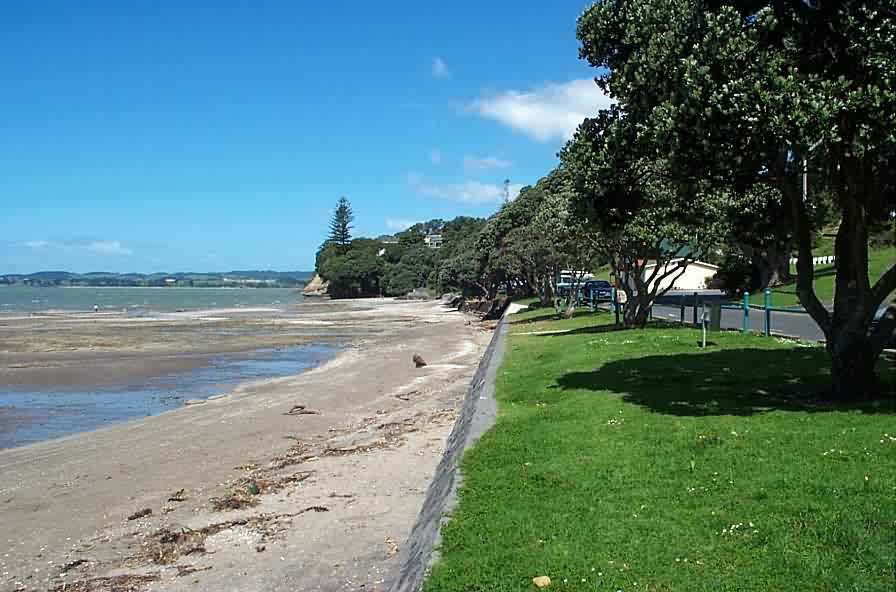
Howick Beach.

Howick ist bekannt für eine lebendige Café-Kultur. Es gibt auch einige Kunstgalerien und ein kleines Kino, das ab und zu ausländische Filme zeigt. Die gelegentlich gezeigten Filme auf Afrikaans zum Beispiel erfreuen sich wegen der südafrikanischen Gemeinde in Auckland großer Beliebtheit. Im Sommer ist der Strand (Howick Beach) besonders beliebt. Picknicks, Baden und unterschiedliche Wassersportarten sind einige der beliebten Aktivitäten am Strand. Zusätzlich rühmt sich Howick einer Reihe von Sportclubs – von Golf und Fußball bis zu Rugby und Segeln.

### Veranstaltungen
Verschiedene regelmäßige Gemeindeveranstaltungen fördern ein Gemeinschaftsgefühl in Howick.  Jeden Samstag zwischen 8 Uhr und 12:30 Uhr findet der Howick Village Market im Stadtzentrum statt. Eine Vielzahl von Mahlzeiten, frisches Obst und Gemüse aus der Region, Pflanzen und Blumen, Kunstgegenstände und vieles mehr wird hier verkauft. Gleichzeitig gibt es auch den sogenannten „All Saints Classy Crafts“-Kunsthandwerksmarkt in Laufweite des Howick Village Market. Diese Märkte sind bei den Einwohnern sehr beliebt und sie bieten Gelegenheiten des Verkaufs von handgefertigten Waren.
Jährliche Veranstaltungen wie die sogenannte Midnight Madness im November und die Santa Parade im Dezember sind so bekannt, dass tausende Leute aus der ganzen Region sie jedes Jahr besuchen und die Polizei die Straßen sperrt. Midnight Madness ist ein Abend voller Unterhaltung und vieler Schnäppchenangebote in den Geschäften,  die bis Mitternacht geöffnet sind. Die Santa Parade ist auch eine wichtige Veranstaltung in Howick. Viele Leute aus der Gemeinde und bestimmte Gruppen, zum Beispiel Kirchengemeinden, Schulen und Tanzgruppen, nehmen teil, oft mit verzierten Motivwagen.

## Sehenswürdigkeiten

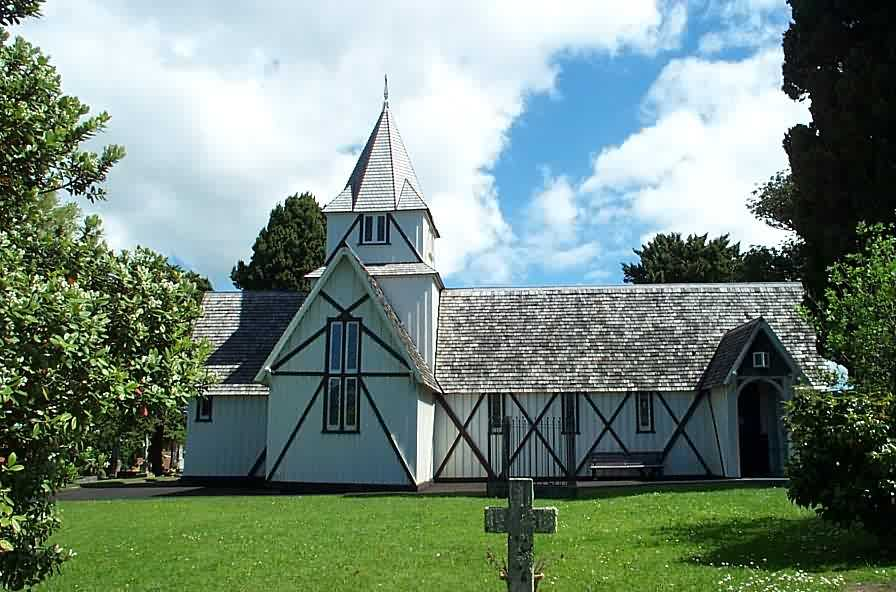
All Saints Church, Howick, Neuseeland, die erste Kirchengemeinde in Auckland

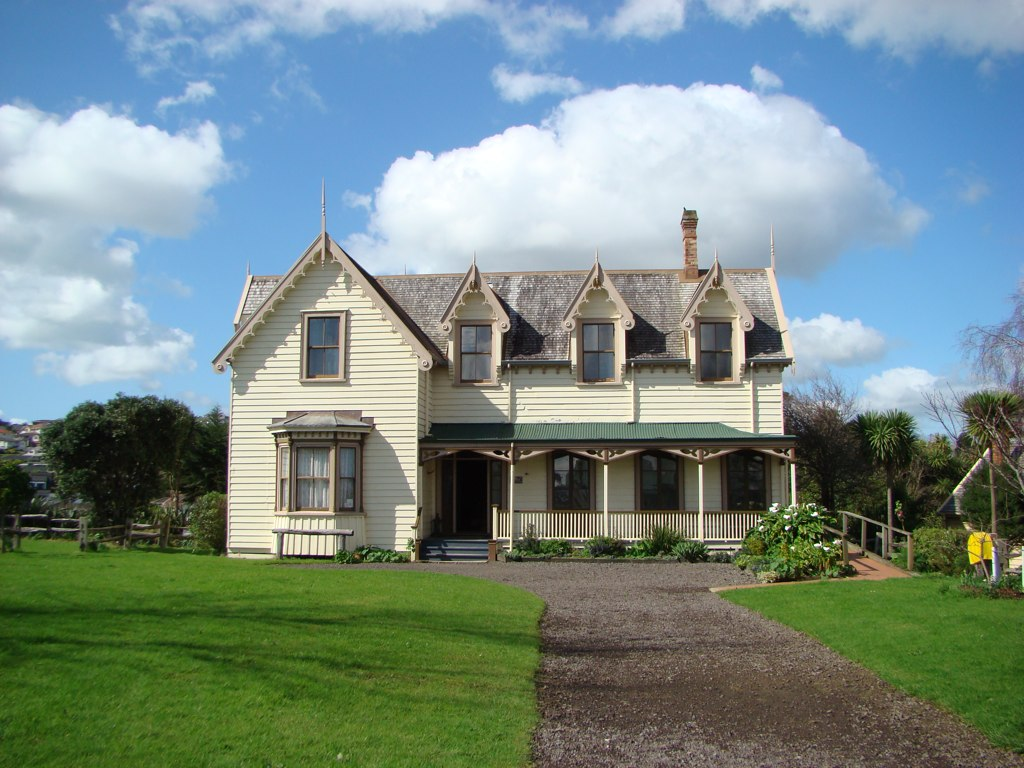
Das Historic Village

Die All Saints Church in der Cook Street war die erste Kirchengemeinde in Auckland und das  erste europäische Gebäude, das in Howick gebaut wurde. Sie ist auch das älteste Gebäude in Manukau City. Seit der Verabschiedung des Historic Places Act 1993 ist die Kirche als Kulturdenkmal geschützt. Nicht weit davon entfernt befindet sich die Picton Street, die Hauptstraße von Howick. Hier im Stadtzentrum befinden sich  viele einzigartige Cafés, Restaurants, Kneipen und Geschäfte. Der Strand (Howick Beach) ist zu Fuß erreichbar.
Ein weiterer interessanter Ort ist das Historic Village. Es ist ein sogenanntes „lebendiges Museum“ mit vielen Schauspielern in traditioneller historischer Kleidung. Das Dorf besteht aus dreißig ursprünglichen Fencible-Gebäuden und einem historischen Garten auf 2,8 Hektar. Hier wird das Leben in einem Kolonialdorf nachgestellt.
Zu den Sehenswürdigkeiten gehört  auch das historische Mangemangeroa-Schutzgebiet. Der Wanderweg durch das Schutzgebiet geht an einem Wasserfall vorbei sowie einheimischem Busch, Bächen und mit Holzstegen über Mangroven und das Wattenmeer.
Der Aussichtspunkt Musick Point in der Nähe des Golfclubs bietet Ausblicke über das Meer, Rangitoto Island und andere Inseln in der Nähe.

## Persönlichkeiten
- Andrea Miller (* 1982), Hürdenläuferin
- Mikayla Harvey (* 1998), Radrennfahrerin